# Gouvernorat de Sfax
Le gouvernorat de Sfax (arabe : ولاية صفاقس), créé en 1956, est l'un des 24 gouvernorats de la Tunisie. Il est situé dans l'est du pays et couvre une superficie de 7 545 km2 soit 4,6 % de la superficie du pays. Il abrite une population de 1 047 468 habitants en 2024, ce qui le place au second rang derrière le gouvernorat de Tunis. Son chef-lieu est Sfax.

## Géographie

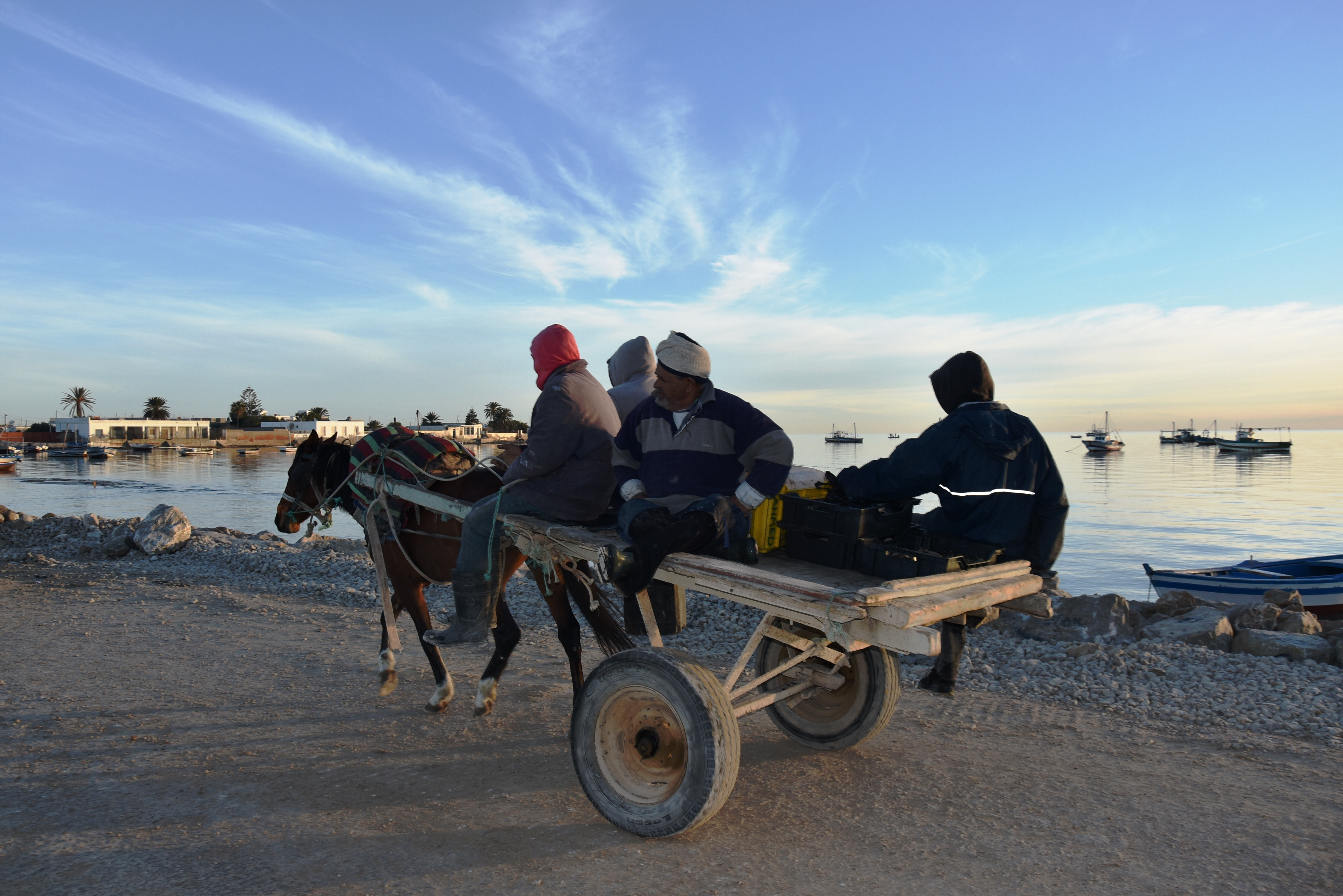
Transporteur au port de Sidi Mansour.

Il est délimité par la mer Méditerranée à l'est, le gouvernorat de Gabès au sud, le gouvernorat de Mahdia au nord et les gouvernorats de Kairouan, Sidi Bouzid et Gafsa à l'ouest. Il inclut également l'archipel des Kerkennah.
Sa position géographique privilégiée, sa large ouverture sur la mer (avec un littoral de près de 235 kilomètres) et son port (le plus grand de Tunisie) lui donnent un rôle important dans les échanges commerciaux au niveau national et international.
Administrativement, le gouvernorat est découpé en seize délégations, 23 municipalités et 125 imadas,.
| Délégation                                    | Population en 2024 (habitants) |
| --------------------------------------------- | ------------------------------ |
| Agareb                                        | 46 652                         |
| Bir Ali Ben Khalifa                           | 55 339                         |
| El Amra                                       | 35 808                         |
| El Hencha                                     | 55 434                         |
| Graïba                                        | 16 678                         |
| Jebiniana                                     | 58 364                         |
| Kerkennah                                     | 15 382                         |
| Mahrès                                        | 35 698                         |
| Menzel Chaker                                 | 42 546                         |
| Sakiet Eddaïer                                | 123 457                        |
| Sakiet Ezzit                                  | 96 648                         |
| Sfax Ouest                                    | 105 238                        |
| Sfax Sud                                      | 142 716                        |
| Sfax Ville                                    | 97 712                         |
| Skhira                                        | 40 035                         |
| Thyna                                         | 79 761                         |
| Sources : Institut national de la statistique |                                |

## Politique

### Gouverneurs

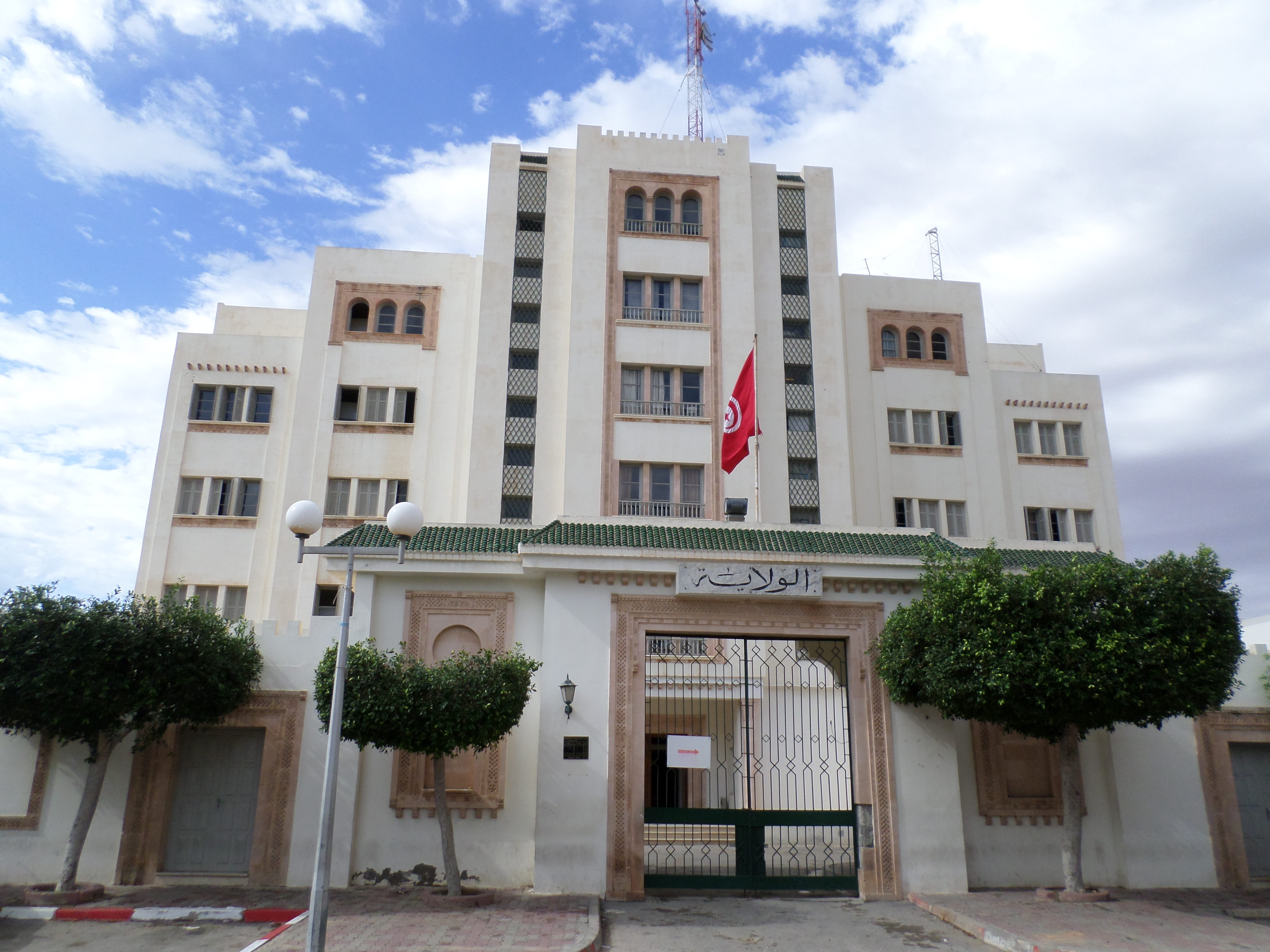
Siège du gouvernorat.

Le gouvernorat de Sfax est dirigé par un gouverneur dont la liste depuis l'indépendance est la suivante :
- Mohamed Zinelabidine Mohsen (1956-1960)
- Naceur Ben Jaafar (1960-1961)
- Mohamed Bellamine (1961-1964)
- Mehrez Bellamine (1964-1967)
- Hédi Baccouche (1967-1969)
- Zakaria Ben Mustapha (1969-1970)
- Hédi Mkaddem (1970-1971)
- Kacem Bousnina (1971-1973)
- Rachid Badri (1973-1974)
- Ameur Ghedira (1974-1978)
- Habib Tounsi (1978-1980)
- Mohamed Boughzala (1980)
- Tahar Sraieb (1980-1981)
- Hamadi Amara (1982, 13 jours)
- Abdelkader Zitouna (1982-1984)
- Abdelkader N'siri (1984-1986)
- Amor Latiri (1986-1988)
- Mohamed Fadhel Khelil (1988-1990)
- Mohamed Ben Saad (1990-1992)
- Mohamed Rachdi (1992-1995)
- Mohamed Soudani (1995-1996)
- Mohamed Sahbi Basly (1996-1998)
- Mohamed Lamine Abed (1998-2002)
- Ali Trabelsi (2002-2003)
- Mohamed Tounsi (2003-2004)
- Ali Ksiksi (2004-2006)
- Kamel Someï (2006-2007)
- Mohamed Ben Salem (2007-2011)
- Mohamed Ali Jendoubi (2011-2012)
- Fathi Derbali (2012-2013)
- Samir Rouihem (2013-2014)
- Mehdi Chelbi (2014[3]-2015)
- Habib Chaouat (2015[4]-2016)
- Slim Tissaoui (2016[5]-2017)
- Adel Khabthani (2017[6]-2019)
- Anis Oueslati (2019[7]-2021)
- Faouzi Mrad (2021[8]-2022[9])
- Fakher Fakhfakh (2022[10]-2023[11])
- Mohamed Hajri (depuis 2024[12])

### Maires
Voici la liste des maires des 17 municipalités du gouvernorat de Sfax dont les conseils municipaux ont été élus le 6 mai 2018 et présidés par les maires suivants :
- Agareb : ?
- Bir Ali Ben Khalifa : Mabrouk Ben Ammar[13]
- Bir Salah : ?
- Chihia : Amira Debbache[14]
- El Aïn : Khaled Maala[13]
- El Amra : ?
- El Hencha : Adel Khedim Allah[15]
- Graïba : ?
- Gremda : ?
- Jebiniana : Jouda Zghidi[16]
- Kerkennah : ?
- Mahrès : Mohamed Cheniour[17]
- Menzel Chaker : Abdessatar Fourati[18]
- Sakiet Eddaïer : Khaled Samet[19]
- Sakiet Ezzit : Kamel Allouche[13]
- Sfax : Mounir Elloumi[13]
- Skhira : ?
- Thyna : Ali Hrichi[18]

## Économie

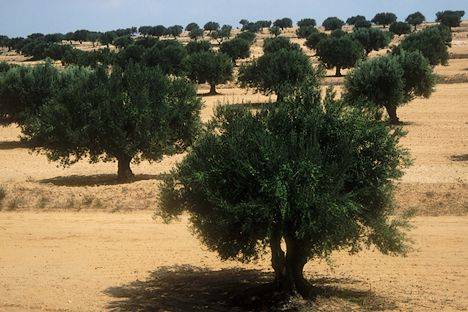
Oliviers dans le gouvernorat de Sfax.

L'économie du gouvernorat de Sfax est jadis essentiellement basée sur l'huile d'olive, la pêche et les phosphates. Depuis les années 1960, on assiste à l'industrialisation de l'économie avec l'apparition de petites et moyennes entreprises manufacturières et le développement du secteur tertiaire.
L'agriculture, notamment la culture de l'olive, occupe malgré tous ces changements une place importante dans l'économie régionale. Les terres agricoles occupent la quasi-totalité de la superficie de la région (soit 90 %). Le gouvernorat produit en moyenne 40 % de l'huile d'olive et 30 % des amandes de la Tunisie, ce qui en fait le premier producteur national. Une autre composante de l'économie sfaxienne est l'exploitation du pétrole : le gisement du gaz naturel de Miskar s'étend sur une superficie totale de 352 km2 et dispose une capacité de 22,7 milliards de m³. On y exploite 1,18 million de tonnes par an.
La population active est répartie entre trois secteurs : agriculture et pêche (25,3 %), services (25,6 %) et industries manufacturières (24,4 %).
Le projet Taparura est un projet de développement urbain visant à transformer la ville portuaire de Sfax en un quartier urbain moderne et durable. Ce projet, qui s'étend sur 420 hectares, a pour objectif de redonner vie à une zone autrefois polluée par l'industrie du phosphate et de reconnecter la ville à son littoral méditerranéen. Les travaux de dépollution prennent fin en 2009. La phase de développement urbain, initialement prévue après la dépollution, prend du retard en raison de la nonchalance de l'État dans l'exécution de ses engagements relatifs au projet.

### Port de Sfax

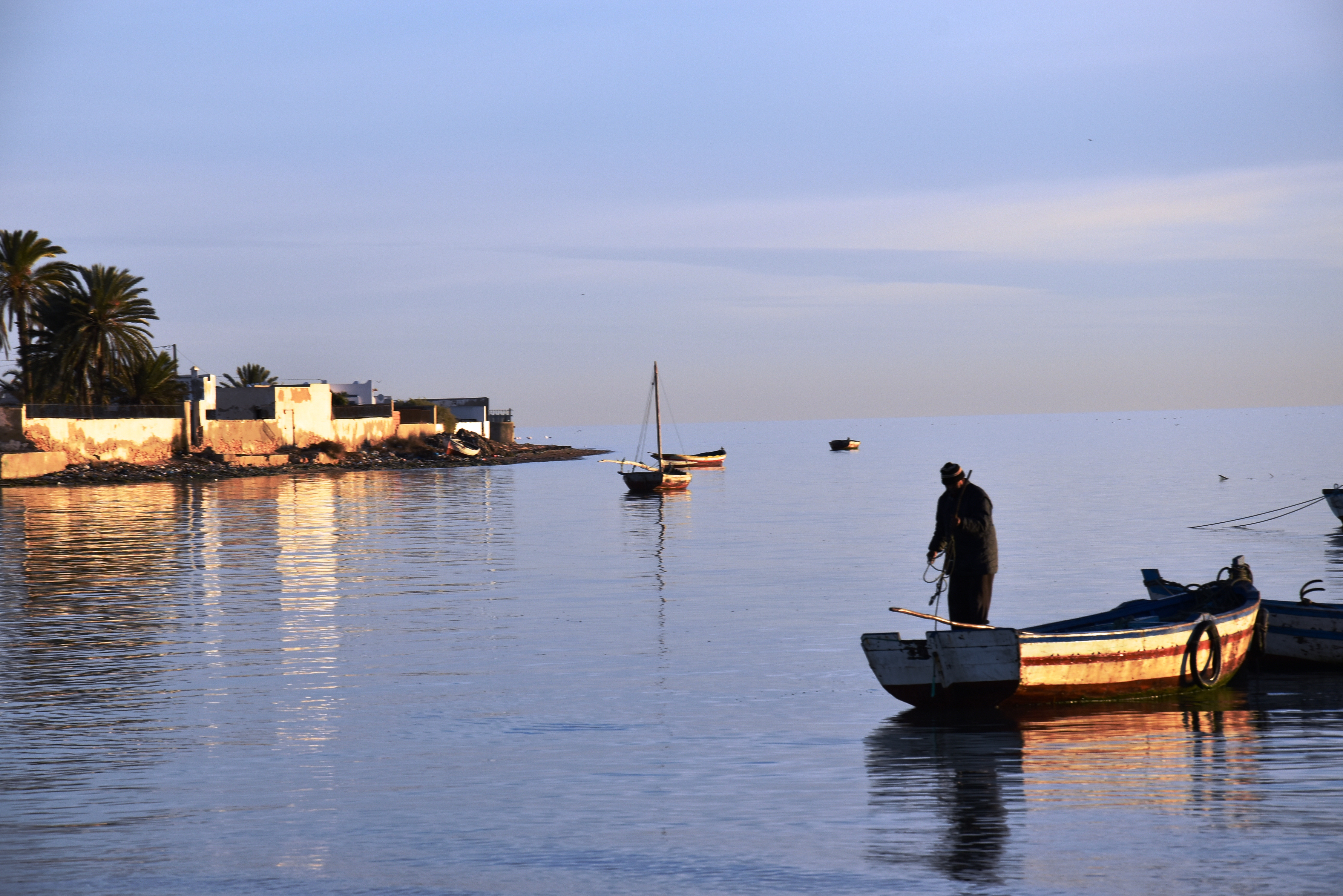
Retour de pêche au large de Sfax.

Le port de Sfax est un atout majeur pour l'économie tunisienne et régionale. Son port commercial est l'un des plus anciens du pays : il est créé vers 1905. On estime la quantité des produits exportés à deux millions de tonnes. Ces produits viennent essentiellement du centre et du sud du pays : sel marin, huile d'olive, phosphates traités et divers autres produits.
On y importe trois millions de tonnes de marchandises : produits alimentaires, produits chimiques, matériaux de construction, céréales et équipements nécessaires au marché national.
À 75 kilomètres plus au sud, le port de la Skhira est consacré essentiellement aux produits pétroliers et chimiques et à l'exportation du phosphate.

### Chiffres
- Agriculture :
  - Terres cultivables : 639 000 hectares ;
  - Zones irriguées : 12 300 hectares ;
  - Forêts et pâturage : 118 000 hectares ;
- Principaux produits exportés :
  - Huile d'olive ;
  - Amandes ;
  - Produits de la mer ;
  - Textile et habillement ;
  - Produits chimiques et phosphate ;
  - Pétrole et gaz naturel.

## Sport
- Club sportif de Jebiniana
- Club sportif sfaxien
- Océano Club de Kerkennah
- Sfax railway sport (basket-ball et football)
- Stade sportif sfaxien
- Union sportive des transports de Sfax

## Médias
- Radio Sfax
- Al Qalam TV
- Diwan FM[22]
- Chams El-Janoub, hebdomadaire arabophone[23]
- La Gazette du Sud, mensuel francophone[24]